# Edlira Bode
Edlira Bode (ur. 19 kwietnia 1973 w Bilishcie) – albańska lekarka, deputowana do Zgromadzenia Albanii z ramienia Socjalistycznej Partii Albanii.

## Życiorys
Ukończyła studia medyczne na Uniwersytecie Tirańskim. W 2017 roku została deputowaną do albańskiego parlamentu z ramienia Socjalistycznej Partii Albanii.

## Życie prywatne
Jest w związku małżeńskim z Adim Hoxhą, z którym ma jedną córkę.